# Neptunusfontein (Berlijn)

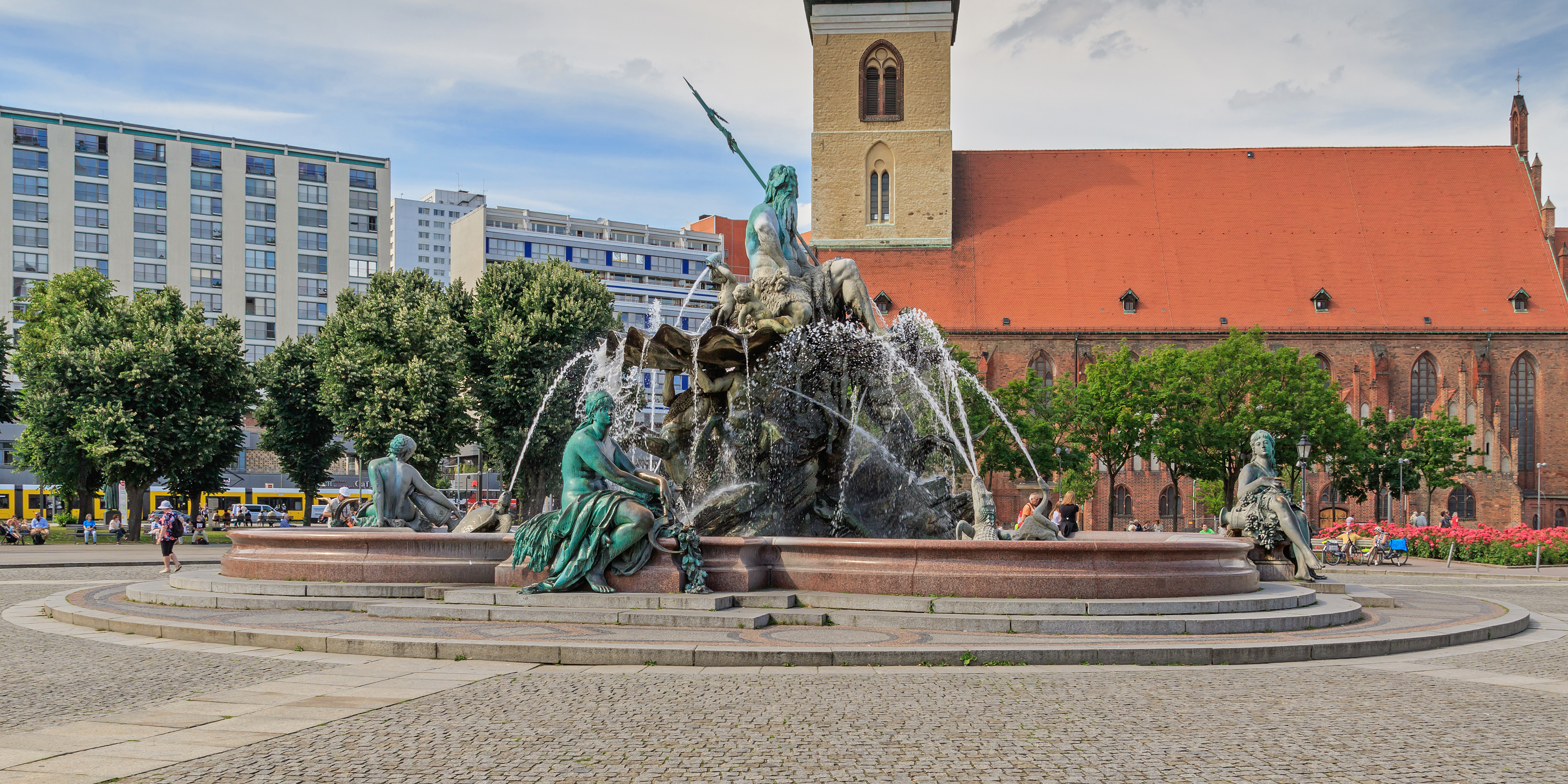
De Neptunusfontein

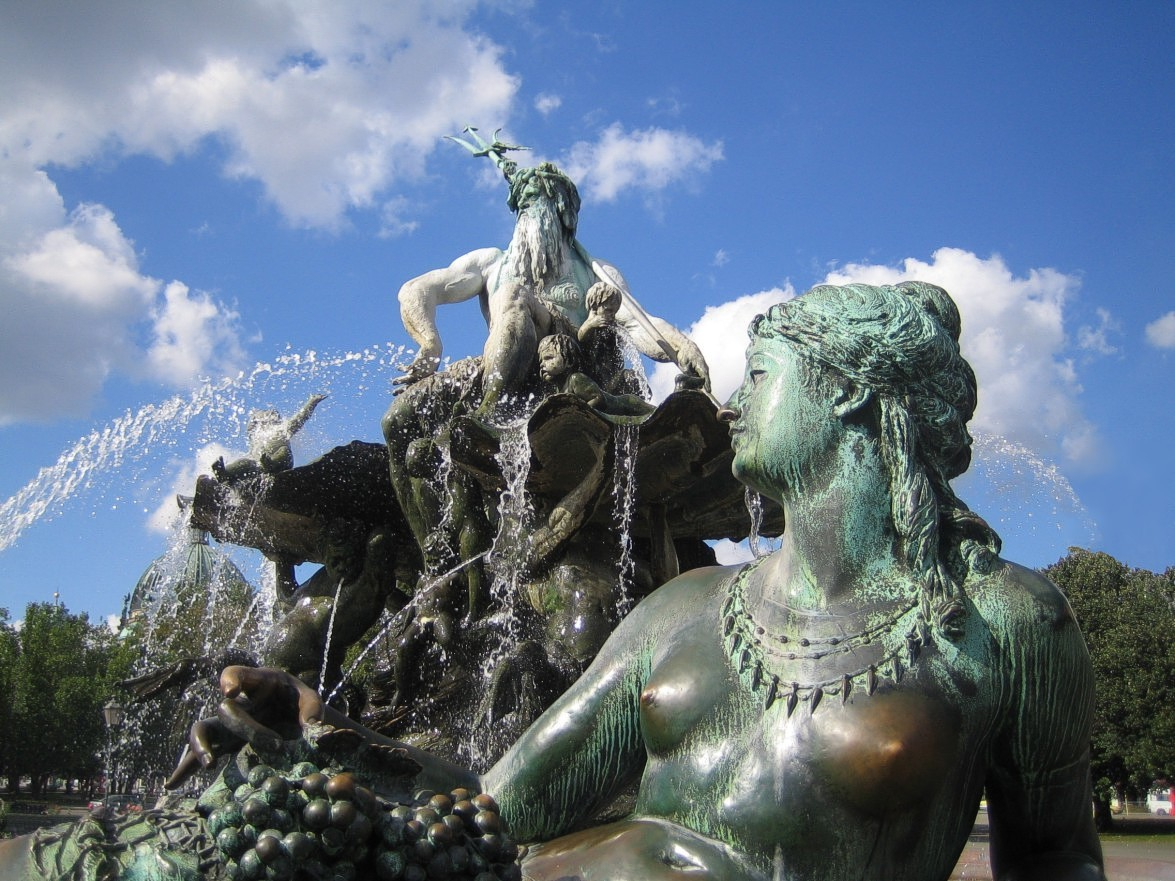
Detail van het Neptunusfontein

De Neptunusfontein (Duits: Neptunbrunnen) is een fontein in Berlijn ontworpen door Reinhold Begas. De fontein staat tussen de Marienkriche en het Rotes Rathaus vlak bij de Fernsehturm. Oorspronkelijk stond de fontein op de Schloßplatz naast het Berliner Stadtschloß. Het is een van de oudste fonteinen van Berlijn en geldt als de mooiste van de stad. De centrale figuur is de Romeinse watergod Neptunus. Hij wordt omringd door vier allegorische vrouwenfiguren, die op de rand van het vierpasvormige waterbekken zitten. Zij staan voor de vier grote rivieren van het voormalige Pruisen: de Rijn, de Elbe, de Oder en de Weichsel. 

## Geschiedenis
De plannen voor de bouw van een fontein op de Schloßplatz gaan terug op Karl Friedrich Schinkel die hier een monumentale fontein neer wilde zetten. De jonge Reinhold Begas maakte, na zijn reis naar Italië, een aantal plannen voor een fontein. In 1888 werd een van zijn ontwerpen aangenomen en uitgevoerd. De fontein werd gezien als een waar meesterwerk en maakte Begas beroemd. De fontein werd ook wel de Begasfontein genoemd.
De fontein was een cadeau van de stad Berlijn voor keizer Wilhelm II en werd op 1 november 1891 onthuld.
Nadat het Berliner Stadtschloß in 1951 was opgeblazen door de communistische autoriteiten besloot men om de Neptunusfontein te verplaatsen naar de huidige locatie. De fontein werd gerestaureerd omdat zij beschadigd was tijdens de Slag om Berlijn. In 1969 werd de fontein ten tweeden male onthuld.

## Galerij

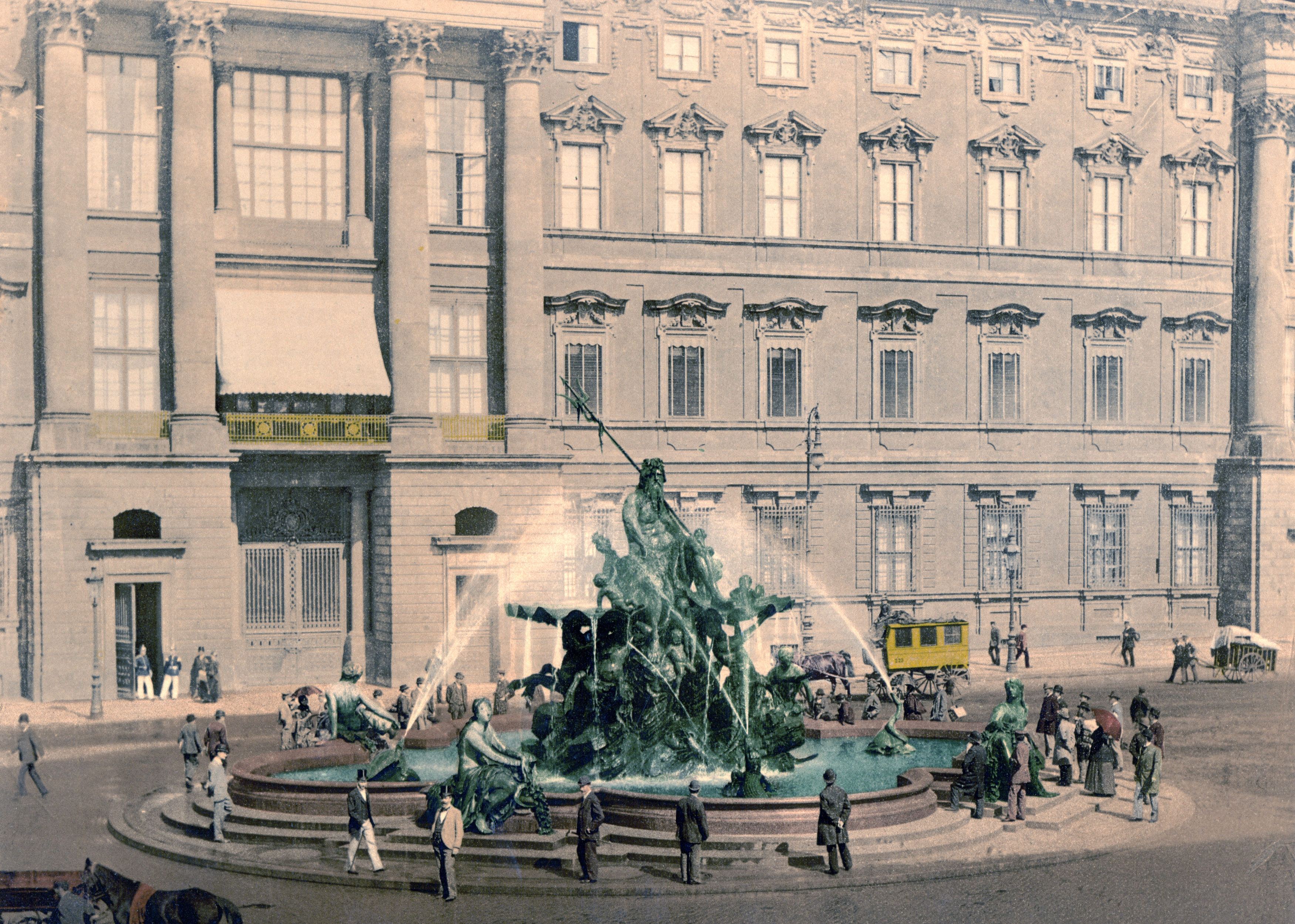
De oorspronkelijke plaats voor het Stadtschloß
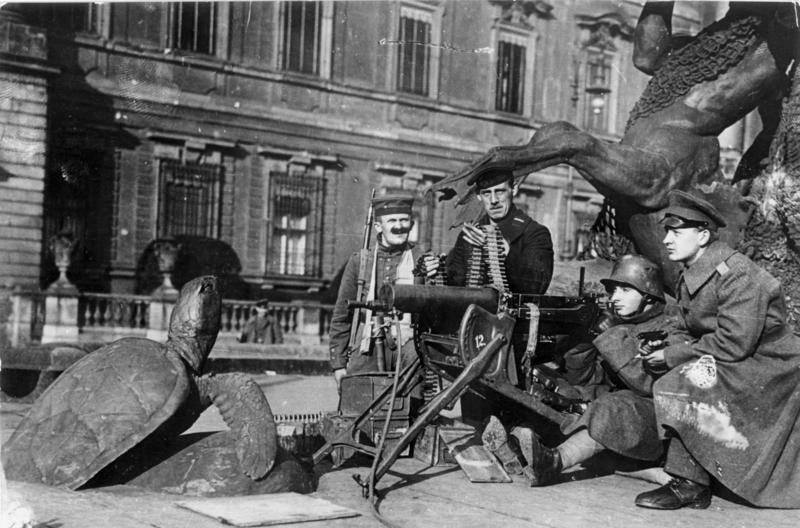
Machinegeweer op de fontein tijdens de Novemberrevolutie in 1918
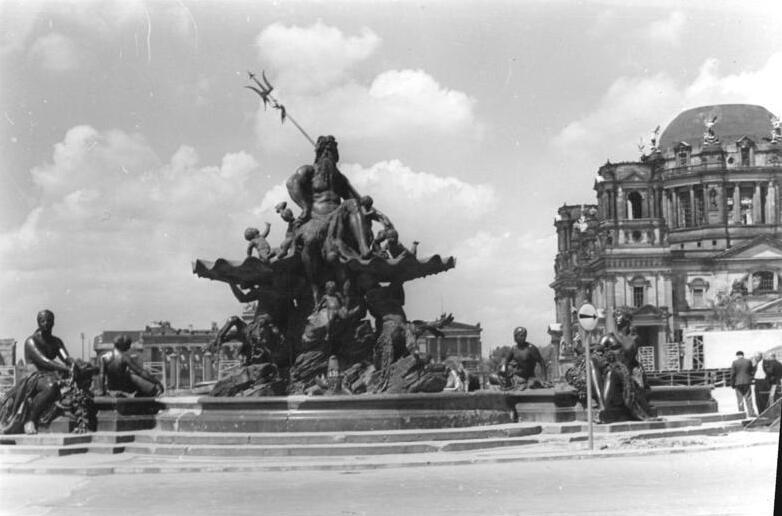
De Neptunusfontein kort voor de verplaatsing